# Municipio de Emmet (Arkansas)
El municipio de Emmet (en inglés: Emmet Township) es un municipio ubicado en el condado de Nevada en el estado estadounidense de Arkansas. En el año 2010 tenía una población de 678 habitantes y una densidad poblacional de 12,44 personas por km².

## Geografía
El municipio de Emmet se encuentra ubicado en las coordenadas 33°42′37″N 93°26′29″O / 33.71028, -93.44139. Según la Oficina del Censo de los Estados Unidos, el municipio tiene una superficie total de 54.52 km², de la cual 54,04 km² corresponden a tierra firme y (0,88 %) 0,48 km² es agua.

## Demografía
Según el censo de 2010, había 678 personas residiendo en el municipio de Emmet. La densidad de población era de 12,44 hab./km². De los 678 habitantes, el municipio de Emmet estaba compuesto por el 81,12 % blancos, el 14,9 % eran afroamericanos, el 1,03 % eran amerindios, el 0,15 % eran asiáticos, el 1,47 % eran de otras razas y el 1,33 % eran de una mezcla de razas. Del total de la población el 3,54 % eran hispanos o latinos de cualquier raza.